# 문경시의 행정 구역
문경시의 행정 구역은 2읍, 7면, 5행정동(11법정동)으로 구성되어 있으며, 103통, 216리의 행정통리와 119개리, 11개동의 법정통리가 있다. 문경시의 면적은 911.17km2이며, 인구는 2010년 12월 31일을 기준으로 33,161세대, 77,933명에 달한다.

## 행정 구역
| 읍면동  | 한자    | 세대  | 인구   | 면적   | 법정동·리 |
| ------- | ------- | ----- | ------ | ------ | --- |
| 문경읍  | 聞慶邑  | 3,439 | 7,700  | 156.68 | 상리(上里), 하리(下里), 교촌리(校村里), 요성리(堯城里), 지곡리(地谷里), 마원리(馬院里), 진안리(陳安里), 각서리(各西里), 상초리(上草里), 하초리(下草里), 고요리(古堯里), 팔영리(八靈里), 당포리(唐浦里), 갈평리(葛坪里), 용연리(龍淵里), 평천리(平川里), 중평리(中坪里), 관음리(觀音里)                                                         |
| 가은읍  | 加恩邑  | 2,166 | 4,477  | 152.42 | 왕능리(旺陵里), 작천리(鵲泉里), 갈전리(葛田里), 성저리(城底里), 수예리(水曳里), 민지리(泯地里), 전곡리(前谷里), 성유리(城踰里), 하괴리(下槐里), 저음리(猪音里), 상괴리(上槐里), 죽문리(竹門里), 원북리(院北里), 완장리(完章里) |
| 영순면  | 永順面  | 1,342 | 2,976  | 38.54  | 의곡리(蟻谷里), 김용리(金龍里), 포내리(浦內里), 사근리(沙斤里), 금림리(錦林里), 왕태리(旺泰里), 오룡리(五龍里), 달지리(達池里), 이목리(梨木里), 말응리(末應里), 율곡리(栗谷里) |
| 산양면  | 山陽面  | 1,724 | 3,743  | 32.65  | 불암리(佛岩里), 존도리(存道里), 녹문리(鹿門里), 현리(縣里), 부암리(富岩里), 과곡리(果谷里), 형천리(兄川里), 위만리(渭滿里), 우본리(愚本里), 진정리(辰井里), 반곡리(盤谷里), 연소리(蓮紹里), 송죽리(松竹里), 평지리(平地里), 신전리(新田里), 봉정리(鳳亭里)                                                                                     |
| 호계면  | 虎溪面  | 1,461 | 2,899  | 53.25  | 막곡리(幕谷里), 견탄리(犬灘里), 호계리(虎溪里), 부곡리(富谷里), 선암리(仙岩里), 지천리(芝泉里), 가도리(加道里), 구산리(龜山里), 우로리(牛老里), 봉서리(鳳棲里), 별암리(鱉岩里) |
| 산북면  | 山北面  | 1,573 | 3,217  | 111.21 | 대상리(大上里), 서중리(書中里), 대하리(大下里), 이곡리(梨谷里), 우곡리(于谷里), 석봉리(石鳳里), 김용리(金龍里), 거산리(巨山里), 전두리(田頭里), 호암리(虎岩里), 창구리(蒼邱里), 가좌리(加佐里), 소야리(昭野里), 종곡리(種谷里), 내화리(內化里), 약석리(藥石里), 회룡리(回龍里), 가곡리(加谷里), 월천리(月川里), 지내리(池內里), 흑송리(黑松里) |
| 동로면  | 東魯面  | 921   | 1,844  | 15.6   | 적성리(赤城里), 석항리(石項里), 노은리(魯隱里), 생달리(生達里), 명전리(鳴田里), 수평리(水坪里), 마광리(磨光里), 인곡리(仁谷里), 간송리(磵松里) |
| 마성면  | 麻城面  | 2,021 | 4,132  | 74.77  | 모곡리(茅谷里), 신현리(新峴里), 오천리(梧泉里), 외어리(外於里), 남호리(南湖里), 상내리(上乃里), 하내리(下乃里), 정리(鼎里) |
| 농암면  | 籠岩面  | 1,520 | 3,034  | 103.46 | 농암리(籠岩里), 종곡리(鍾谷里), 연천리(連川里), 궁기리(宮基里), 내서리(內西里), 화산리(華山里), 율수리(栗藪里), 갈동리(葛洞里), 사현리(沙峴里), 지동리(池洞里), 선곡리(仙谷里) |
| 점촌1동 | 店村1洞 | 2,674 | 6,464  | 0.87   | 점촌동(店村洞) (일부), 모전동(茅田洞) (일부) |
| 점촌2동 | 店村2洞 | 3,576 | 8,483  | 4.58   | 점촌동(店村洞) (일부), 영신동(永新洞), 윤직동(允直洞), 모전동(茅田洞) (일부) |
| 점촌3동 | 店村3洞 | 3,919 | 10,211 | 8.94   | 흥덕동(興德洞), 우지동(牛池洞), 창동(倉洞) |
| 점촌4동 | 店村4洞 | 1,731 | 3,822  | 29.6   | 공평동(孔坪洞), 유곡동(幽谷洞), 불정동(佛井洞), 신기동(新機洞) |
| 점촌5동 | 店村5洞 | 5,094 | 14,931 | 2.09   | 모전동(茅田洞) (일부) |

- 진하게 표시된 리는 읍·면사무소 소재지이다.

## 역사
- 1895년 6월 23일(음력 윤5월 1일) 안동부 문경군으로 개편하였다.
- 1896년 8월 4일 경상북도 문경군으로 개편하였다.
- 1906년 상주군 산북면, 산서면, 산동면, 산남면, 예천군 동로소면, 화장면을 편입하였다.
- 1914년 4월 1일 용궁군(龍宮郡) 서면을 편입하였다.[3]

| 조선총독부령 제111호      | |             |                                                                                                |
| 구 행정구역               | 구 행정구역 | 신 행정구역 | 신 행정구역                                                                                    |
| 문경군 읍내면(邑內面)     | 교촌 일부/상리 일부, 마원리/(신동면)정곡리/(신남면)우어리 일부, 중상리/상리 일부/중리 일부, 요성리/지곡리 일부/(신북면)광원리 일부, 지곡리 일부, 하리/중리 일부/교촌 일부 | 문경면      | 교촌리, 마원리, 상리, 요성리, 지곡리, 하리                                                     |
| 문경군 초곡면(草谷面)     | 각서동/사광원리/하초동 일부, 상초동/동화원리, 모항리/진안리, 하초동 일부 | 문경면      | 각서리, 상초리, 진안리, 하초리                                                                 |
| 문경군 신북면(身北面)     | 갈평리/갈산리/검암리 일부, 황조리/고요리/광원리 일부/파팔리 일부, 관음리/사점리/검암리 일부, 당포리/화지리/화계리 일부, 용연리/화계리 일부, 중평리, 팔연리/파팔리 일부, 평천리/화계리 일부 | 신북면      | 갈평리, 고요리, 관음리, 당포리, 용연리, 중평리, 팔연리, 평천리                                 |
| 문경군 신남면(身南面)     | 화산리/대곡리/우어리 일부/모곡리 일부, 모곡리 일부, 상내리/한곡동, 정동, 석교동/구랑동/하내리/(가동면)왕능리 일부 | 마성면      | 남호리, 모곡리, 상내리, 정리, 하내리                                                           |
| 문경군 신동면(身東面)     | 신원리/석현리/정현리/(호서남면)불정리 일부, 천동/오동 일부, 금곡리/외어리/내어리/옹점리/오동 일부 | 마성면      | 신현리, 오천리, 외어리                                                                         |
| 문경군 가동면(加東面)     | 저음리/갈전리/아개리, 도곡리/왕능리 일부, 작천리/무능동/관산리 일부 | 가은면      | 갈전리, 왕능리, 작천리                                                                         |
| 문경군 가북면(加北面)     | 상고리/도태리/원북리 일부/신평리 일부, 완장리/시연리/관평리/봉암동, 와지리/원북리 일부, 하대리/중대리/상대리, 하고리/신평리 일부 | 가은면      | 상괴리, 완장리, 원북리, 죽문리, 하괴리                                                         |
| 문경군 가현면(加縣面)     | 성유리/신기동, 성저리/옥산동/(가동면)관산리 일부, 수예리, 하전곡리/상전곡리/광탄리 | 가은면      | 성유리, 성저리, 수예리, 전곡리                                                                 |
| 문경군 가현면(加縣面)     | 가대리/민지리 | 농암면      | 민지리                                                                                         |
| 문경군 가서면(加西面)     | 갈동/농상리 일부, 고모리/궁기리/마암리 일부, 광정리/내상리/서동/서령리, 가항리/장기리, 송상리/송중리/송하리, 연천리/마암리 일부, 율상리/율하리, 종곡리/대정리, 청화동/내하리/내중리 | 농암면      | 갈동리, 궁기리, 내서리, 농암리, 삼송리, 연천리, 율수리, 종곡리, 화산리                         |
| 문경군 가남면(加南面)     | 대현리/사막리/소고지리/(가서면)농상리 일부, 선계동/남곡리/입암동 일부, 지동/입암동 일부 | 농암면      | 사현리, 선곡리, 지동리                                                                         |
| 문경군 동로면(東魯面)     | 간곡리/송평리, 평지리/사평리/노은리 일부/장기리 일부/적성리 일부, 마광리 일부, 벌천리/명전리, 사점리/외생달리/내생달리, 석항리/수진계리/적성리 일부/(풍기군 상리면) 월경동, 석평리 일부/수평리/(화장면) 수한리, 저곡리/인판리/마광리 일부/석평리 일부, 장기리 일부/적성리 일부/노은리 일부                                                                                   | 동로면      | 간송리, 노은리, 마광리, 명전리, 생달리, 석항리, 수평리, 인곡리, 적성리                         |
| 문경군 화장면(化庄面)     | 가좌곡동 일부/(산북면)회상리 일부, 가좌목동/(산북면)호암동 일부, 내화리, 소야리/(산북면)소야리 일부, 이천리/사월리, 지내리 일부, 창구리, 삽현리/(산북면)회하리/이곡리/회상리 일부, 흑송리 일부/지내리 일부 | 산북면      | 가곡리, 가좌리, 내화리, 소야리, 월천리, 지내리, 창구리, 회룡리, 흑송리                         |
| 문경군 산북면(山北面)     | 포촌/반계리/사촌, 오산동/김용동/마장리/신기동, 지상리/지보리/대상리/서중리 일부/대하리 일부, 막곡리/광천리/신평리/대하리 일부, 대오동/천읍동/도치동, 이상리/이하리/월현리/이정리, 서중리 일부/(산서면)탑상리 일부/웅창리, 봉상리/봉하리/석달리, 백석동/괴화동/약산동/용호리, 전두리/창전리/구암리, 소야리 일부/종곡리/(화장면)종곡리, 호암동 일부                            | 산북면      | 거산리, 김용리, 대상리, 대하리, 우곡리, 이곡리, 서중리, 석봉리, 약석리, 전두리, 종곡리, 호암리 |
| 문경군 산동면(山東面)     | 과하리/두계리/점촌/과상리 일부/우동 일부/봉저리 일부, 녹문동/기산동/금천리/송산동/대포리/연화동 일부, 신포리/연화동 일부/연소동 일부/과상리 일부, 부암리/경외리/봉저리 일부/형천리 일부, 송본리/우동 일부/감곡리 일부/양보리 일부, 하두리/(화장면)상위리/하위리 일부/(용궁군 신읍면)송천리 일부, 현리/신무리/봉저리 일부, 상두리/형천리 일부/감곡리 일부/(화장면)하위리 일부 | 산양면      | 과곡리, 녹문리, 연소리, 부암리, 우본리, 위만리, 현리, 형천리                                   |
| 문경군 산남면(山南面)     | 반곡리/백동/반암리 일부/진정리 일부, 불암리/봉암리/봉계리 일부/(산동면)연소동 일부, 덕암리/송내리/지동/옥산동/송죽리 일부/직상리 일부/전석동 일부, 신전리/신기리, 존상리/존중리/존하리/봉계리 일부/전석동 일부/추암리 일부, 기동/추산동/진정리 일부/추암리 일부/(산서면)하봉리 일부, 평지리/직하리/직상리 일부/송죽리 일부/(영순면)의곡리 일부                               | 산양면      | 반곡리, 불암리, 송죽리, 신전리, 존도리, 진정리, 평지리                                         |
| 문경군 산서면(山西面)     | 가도리 일부, 상봉리 일부/하봉리 일부/(산남면)반암리 일부, 봉정리/탑상리 일부/하봉리 일부/(산북면)서중리 일부/(산남면)추암리 일부, 삼곡리/와야리/부성리, 상선리/하선리, 주천리/간지리/가도리 일부 | 호계면      | 가도리, 봉서리, 봉정리, 부곡리, 선암리, 지천리                                                 |
| 문경군 호현면(戶縣面)     | 태봉리/견탄리, 구상리/(산서면)구상리, 구하리/(산서면)막곡리/상봉리 일부, 별암리/주평리 일부, 우로리/연역동, 호계동/가섭리/신영리 | 호계면      | 견탄리, 구산리, 막곡리, 별암리, 우로리, 호계리                                                 |
| 문경군 호서남면(戶西南面) | 장곡리/공평동 일부/모전리 일부, 모전리 일부/(함창군 북면)매곡리, 불정리 일부, 신기동/기제리/신리 일부/(호현면)주평리 일부, 수지리/흥덕리 일부/창리 일부, 주막동/대사동/마본리/의동/공평동 일부, 창리 일부, 흥덕리/(영순면)예동/운천리/흥동 일부 | 호서남면    | 공평리, 모전리, 불정리, 신기리, 우지리, 유곡리, 창리, 흥덕리                                   |
| 문경군 영순면(永順面)     | 하차리/곶신리/(함창군 북면)덕통리 일부, 점촌/달산리 일부 | 호서남면    | 영신리, 점촌리                                                                                 |
| 문경군 영순면(永順面)     | 김용동, 사근리/의곡리 일부/무림리 일부, 시동/도촌 일부/의곡리 일부, 포상리/포하리 | 영순면      | 김용리, 사근리, 의곡리, 포내리                                                                 |
| 용궁군 서면(西面)         | 금양리/무림리/정자리 일부/삼인리 일부/(문경군 영순면)무림리 일부/법동리, 달지동/대율리/삼인리 일부/(구읍면)무촌리 일부, 하율리/상율리/(문경군 영순면)도연리 일부/(함창군 동면)전촌리/율곡리, 이목리/(문경군 영순면)백포리/검포리 일부, 오룡리/분토리/(구읍면)무촌리 일부, 왕태리 일부/정자리 일부                                                                            | 영순면      | 금림리, 달지리, 말응리, 율곡리, 이목리, 오룡리, 왕태리                                         |
11면 : 문경면, 마성면, 가은면, 농암면, 호계면, 산양면, 영순면, 산북면, 동로면, 신북면, 호서남면
- 1934년 4월 1일 신북면(身北面)을 문경면에 합면하였다.[4] (10면)
- 1949년 4월 27일 문경군청을 문경면 상리에서 호서남면 점촌리로 이전하였다.[5]
- 1949년 12월 24일 문경 양민학살 사건.[6]
- 1956년 7월 8일 호서남면을 점촌읍(店村邑)으로 승격하였다.[7] (1읍 9면)
- 1963년 1월 1일 농암면 민지리가 가은면으로, 삼송리를 충북 괴산군 청천면으로 편입하였다.[8]

| 법률 제1172호 |                    |
| 구 행정구역   | 신 행정구역        |
| 농암면 민지리 | 가은읍 일부        |
| 농암면 삼송리 | 괴산군 청천면 일부 |
- 1968년 9월 3일 문경군청을 점촌읍 모전리(현 문경시의회)로 이전하였다.
- 1973년 7월 1일 문경면 일원이 문경읍으로, 가은면 일원이 상주군 이안면 저음리를 편입하여 가은읍으로 각각 승격하였다. 호계면 봉정리를 산양면에 편입하였다.[9] (3읍 7면)

| 대통령령 제6543호    |             |
| 구 행정구역          | 신 행정구역 |
| 문경면 일원          | 문경읍 일원 |
| 가은면 일원          | 가은읍 일원 |
| 상주군 이안면 저음리 | 가은읍 일원 |
| 호계면 봉정리        | 산양면 일부 |
- 1986년 1월 1일 호계면 별암2리를 점촌읍에 편입하여, 점촌읍을 관할로 점촌시가 설치되었다.[10] (2읍 7면)
- 1995년 1월 1일 점촌시 일원과 문경군 일원을 관할로 도농복합형태의 문경시가 설치되었다.[11]
- 2004년 1월 1일 점촌동을 점촌1동으로, 중앙동을 점촌2동으로, 신흥동을 점촌3동으로, 신평동을 점촌4동으로, 모전동을 점촌5동으로 각각 개칭하였다.[12]